# Палата (муніципалітет)

Палата (італ. Palata) — муніципалітет в Італії, у регіоні Молізе, провінція Кампобассо.
Палата розташована на відстані близько 195 км на схід від Рима, 37 км на північ від Кампобассо.
Населення — 1753 особи (2014).
Щорічний фестиваль відбувається 16 серпня. Покровитель — святий Рох.

## Демографія
Населення за роками:

Станом на 1 січня 2023 року в муніципалітеті офіційно проживали 52 іноземці з 15 країн, серед них 27 громадян країн Євросоюзу та 4 громадяни України.

## Сусідні муніципалітети
- Аккуавіва-Коллекроче
- Гуардьяльфьєра
- Гульйонезі
- Ларино
- Монтечильфоне
- Монтенеро-ді-Бізачча
- Тавенна